# 佐藤誠六
佐藤 誠六（さとう せいろく、1930年（昭和5年）11月29日 - 2018年（平成30年）10月27日）は、日本の政治家。元山形県寒河江市長（6期）。

## 来歴
山形県立寒河江高等学校卒業後、山形大学から山形県庁に入庁し、土木部副部長などを歴任した。
1984年（昭和59年）12月、市の指名業者からの賛助金集めが問題となり、寒河江市長の武田房雄が辞職。1985年（昭和60年）1月20日に行われた寒河江市長選挙に出馬し初当選した。
さくらんぼの産地としてブランド力の醸成を図り、「日本一さくらんぼの里」を内外に強くアピールし、1988年（昭和63年）さくらんぼの原産地のひとつトルコギレスン市と友好姉妹都市を締結した。また、鎌倉時代・室町時代に当地方を治めた領主大江氏（寒河江氏）の顕彰のため、「大江公入部800年祭」を挙行した。同年、寒河江中央工業団地の拡張も決定し、53.2ヘクタールを新たに開発した。
1983年（昭和58年）から行われていた神輿の祭典の縁で1990年（平成2年）に神奈川県寒川町と友好姉妹都市締結した。「花と緑」を核とした街づくりにも力を入れ、1999年（平成11年）にフラワーロード全国花いっぱいコンクール自治大臣賞受賞。2000年（平成12年）に都市緑化基金賞受賞。花のまちづくりコンクール農林水産大臣賞受賞。2001年（平成13年）に緑化推進運動功労者内閣総理大臣表彰。 2002年（平成14年）に第19回全国都市緑化やまがたフェアを寒河江で開催した。
2004年（平成16年）、日本におけるトルコ年」功労で銀メダルを授与された。2005年（平成17年）、寒河江駅前中心市街地整備事業が完了し寒河江駅舎も建て替え・移転された。
2009年（平成21年）、任期満了により市長を勇退した。在職期間は6期24年に及んだ。2008年（平成20年）12月21日に行われた寒河江市長選では元山形県村山総合支庁長を務めた佐藤洋樹の支持を表明し、当選した。同年寒河江名誉市民の栄誉を受ける。
2009年、旭日中綬章受章。
2017年（平成29年）総務省地方自治法施行70周年記念総務大臣表彰（地方自治功労者）受賞。
2018年（平成30年）10月27日に心不全で死去。叙従四位。

## 顕彰碑
- 佐藤誠六翁顕彰碑（二の堰親水公園）-　第6代寒河江市長佐藤洋樹の揮毫による。2009年除幕。[9]